# Fosfatidilinozitol 5-fosfat
Fosfatidilinozitol 5-fosfat (PtdIns5P) je jedan od sedam poznatih ćelijskih fosfoinozitida. Njegova funkcija je manje poznata. On je fosforilisan u poziciji D-5 inozitolne čeone grupe, koja je vezana preko fosfodiestarske veze za diacilglicerol. Hemijska kompozicija acil lanaca je promenljiva. Često je prisutan 1-stearoil-2-arahidonoilni lanac. U ćelijama u stanju mirovanja u proseku PtdIns5P ima sličnu ili višu zastupljenost sa PtdIns3P, što je ~20-100 puta niže od nivoa PtdIns4P (fosfatidilinozitol 4-fosfata) i PtdIns(4,5)P2 (fosfatidilinozitol 4,5-bisfosfata). Ustaljeni PtdIns5P nivoi su više od 5 puta viši od nivoa .
PtdIns5P je prvi put bio izolovan putem HPLC-a iz mišjih fibroblasta kao supstrat za PtdIns(4,5)P2 sintezu posredstvom tipa II PIP kinaza (1-fosfatidilinozitol-5-fosfat 4-kinaza). U mnogim ćelijskim tipovima, međutim, PtdIns5P nije detektovan HPLC-om usled tehničkih ograničenja vezanih za nedovoljnu separaciju od izobilnog PtdIns4P. PtdIns5P se može meriti primenom metoda masenih nizova, gde se PtdIns5P konvertuje in vitro prečišćenom PtdIns5P 4-kinazom do PtdIns(4,5)P2, koji se naknadno određuje. Na osnovu tih merenja kao i primene poboljšane HPLC tehnike, PtdIns5P je detektovan u svim tipovima ćelija sisara. Najveći deo ćelijskog PtdIns5P je prisutno u citoplazmičnim membranama dok je manji deo u nukleusu.